# 湖北梣
湖北梣（学名：Fraxinus hupehensis）是木犀科梣属的植物，是中国的特有植物。分布于中国大陆的湖北等地，生长于海拔400米至600米的地区，多生长在低山丘陵地，目前尚未由人工引种栽培。

## 别名
对节白蜡（植物分类学报）